# Lost in Yesterday
«Lost in Yesterday» (с англ. — «Потеряно во вчерашнем дне») — песня австралийской рок-группы Tame Impala, восьмой трек и четвёртый сингл с альбома The Slow Rush, выпущенный 8 января 2020 года. Автор слов и музыки — Кевин Паркер.
Сингл занял 1-е место в чарте Adult Alternative Songs (Billboard) и стал первой песней Tame Impala, возглавившей чарт в США.

## Видеоклип
Режиссёр — Терри Таймли. В видеоклипе показан скудный свадебный приём, который становится более живым и торжественным, участники мероприятия становятся здоровее и счастливее, число их самих растёт в то время как обстановка проносится через разные эпохи. В конце первоначальные подруга невесты и мать врываются на свадьбу и нападают на женщин, которые их заменили за это время.

## Чарты
| Чарт (2020)                   | Высшая позиция |
| ----------------------------- | -------------- |
| Бельгия (Фландрия)            | 4              |
| Бельгия (Валлония)            | 22             |
| Великобритания                | 89             |
| Ирландия                      | 78             |
| Канада (Canada Rock)          | 27             |
| Португалия                    | 129            |
| США (Adult Alternative Songs) | 1              |
| США (Top Alternative Albums)  | 2              |
| США (Hot Rock Songs)          | 5              |
| США (Rock Airplay)            | 2              |